# Посольство України в Киргизстані
Посольство України в Киргизькій Республіці — дипломатична місія України в Киргизстані, знаходиться в місті Бішкек.

## Завдання посольства
Основне завдання Посольства України в Бішкеці представляти інтереси України, сприяти розвиткові політичних, економічних, культурних, наукових та інших зв'язків, а також захищати права та інтереси громадян і юридичних осіб України, які перебувають на території Киргизстану.
Посольство сприяє розвиткові міждержавних відносин між Україною і Киргизстаном на всіх рівнях, з метою забезпечення гармонійного розвитку взаємних відносин, а також співробітництва з питань, що становлять взаємний інтерес.

## Історія дипломатичних відносин
Киргизька Республіка визнала незалежність України 20 грудня 1991 року. 19 вересня 1992 року було встановлено дипломатичні відносини. У 1993 році в Києві відкрито Посольство Киргизької Республіки, а в 2000 році Посольство України в Киргизстані.

## Адреса посольства
Посольство України з початку знаходилося за адресою: 720044, м.Бішкек, вул. Ахунбаєва, 201. Згодом переїхало за адресою: 720016, м.Бішкек, вул. Манас Айили, 1-а.

## Керівники дипломатичної місії
1. Богатир Віктор Васильович  (1999-2001)
2. Шаповал Петро Дмитрович (2001-2003)
3. Балдинюк Олександр Васильович (2003-2004) т.п.
4. Божко Олександр Іванович (2004-2005)
5. Тягло Володимир Миколайович (2005-2008)
6. Соловей Володимир Васильович (2008-2014)
7. Нефьодов Олександр Степанович (2014)[2],[3]
8. Яремчук Микола Анатолійович (2014-2015) т.п.
9. Дорошенко Микола Петрович (2015[4]-2017 )
10. Біленький Ігор Євгенійович (2017-2018) т.п.
11. Жовтенко Валерій Тимофійович (2018-)[5]